# 陳高翔
陈高翔，碑录作杨高翔，字子搏，号巽园，福建晉江縣人，清朝政治人物，同進士出身。

## 生平
雍正五年（1727年），登丁未进士，授工部营缮司主事，转兵部职方司主事兼管车驾司。晋山西按察使，调江苏、廣東按察使。